# とっぴ〜
とっぴ〜は、株式会社HIRが北海道を中心に展開する回転寿司チェーンレストランである。
かつては株式会社とっぴいが展開していた。

## 概要
北海道・福島県で計20店舗の回転ずし店「とっぴ～」を展開する。店名が「廻転ずし とっぴ〜」より「廻転ずし 超ビッグとっぴ〜」となりリニューアルオープンし、ネタの大きさにこだわった店作りとなった。しかし、2015年6月1日に札幌地裁に民事再生法の適用を申請し、監督命令を受けたが、2016年1月7日、債権者集会で複数の金融機関が反対し再生計画に対する債権者の承認が得られず、自己破産の手続きに移行し、同年2月4日に札幌地方裁判所から破産手続開始決定を受け、2017年1月4日に破産手続結了決定を受けたと同時に、法人格が消滅した。破産手続き中に海晃ホールディングス（後のHIRホールディングスを経てHIR）が「とっぴ〜」の商標権と、直営店5店の運営権を取得した。現在店舗運営はHIRがおこなっている。

## 沿革
- 1991年6月 - 一号店「とっぴ〜川沿店」を設立。
- 2000年7月28日 - 株式会社とっぴいを設立。
- 2015年6月1日 - 札幌地裁に民事再生法の適用を申請。
- 2016年
  - 1月7日 - 再生計画を断念し自己破産の申請を表明。
  - 2月4日 - 札幌地裁から破産手続開始決定を受ける。
  - 3月 - 株式会社海晃ホールディングスが、運営会社の事業停止で閉鎖されていた回転ずし店「とっぴ〜」の商標権と、直営店12店のうち5店の運営権を取得した[6][7]。
- 2017年 - 運営会社の商号を株式会社海晃フードから株式会社HIRフードへ変更[6]。
- 2018年 - 東京都お台場に10店舗目となる「北海道海鮮市場寿司とっぴ～　VenusFort店」をオープン
- 2020年 - イオン千歳店閉店
- 2022年 - ヴィーナスフォート閉館に伴いVenusFort店閉店

## 店舗
北海道の店舗
- 桑園店
- 手稲前田店
- 旭川宮前店
- 滝川店
- 士別店
- イオン岩見沢店
- 小樽運河通店

道外の店舗
- 郡山安積店（福島県）

## 株式会社とっぴい運営時の特徴
北海道の店舗
- 皿の価格設定は、4段階。120円・170円・220円・340円。[要出典]

福島県の店舗
- 皿の価格設定は、4段階。125円・175円・220円・340円。[要出典]

埼玉県の店舗
- 皿の価格設定は、3段階。125円・165円・205円。[要出典]

FC店舗
- 皿の価格設定は、店舗により異なる。[要出典]
- かつて存在した川沿店 (旧店舗、2011年移転) と新川店 (2012年閉店)に関してはそれぞれとっぴいの関連会社でゆーとぴあ、ルーシスという名の入浴施設を併設していた。いずれも入浴施設は既に閉店。[要出典]